# 卢万河
卢万河（法語：Loing，發音：[lwɛ̃] ⓘ）是法國的河流，位於該國中部，屬於塞纳河的左支流，河道全長142公里，流域面積14,150平方公里，平均流量每秒19立方米，發源自卢万河畔圣科隆布，河口處在聖馬梅。

## 外部連結
- http://www.geoportail.fr（页面存档备份，存于）
- The Loing at the Sandre database